# Milford (Nowy Jork)
Milford – miasto w Stanach Zjednoczonych, w stanie Nowy Jork, w hrabstwie Otsego.